# Bürstenschwanz-Kaninchenratte
Die Bürstenschwanz-Kaninchenratte (Conilurus penicillatus) ist ein im nördlichen Australien und südlichen Neuguinea verbreitetes Nagetier in der Unterfamilie der Altweltmäuse. Sie ist nach dem Aussterben der Weißfußkaninchenratte (Conilurus albipes) der einzige Vertreter der Gattung Australische Kaninchenratten. Das Typusexemplar stammt aus der Umgebung von Port Essington.

## Merkmale
Dieses Tier erreicht eine Kopf-Rumpf-Länge von 135 bis 227 mm und eine Schwanzlänge von 102 bis 235 mm. Männchen sind mit 116 bis 242 g schwerer als Weibchen, die 102 bis 202 g wiegen. Typisch sind große dunkle Augen und abgerundete Ohren. Oberseits ist das Fell graubraun bis gelbbraun gesprenkelt und oft ist ein rötlicher Fleck im Nacken vorhanden. Die Unterseite ist cremefarben, wobei oft ein grauer Fleck auf der Brust vorkommt. Auffällig ist der überwiegend schwarze Schwanz mit einer weißen Quaste. Exemplare auf den Tiwi-Inseln besitzen einen dunkleren Bauch.

## Verbreitung
Die Art hatte ursprünglich ein großes Verbreitungsgebiet von der Region Kimberley in Westaustralien über das nördliche Northern Territory bis in den Nordwesten von Queensland. Um das Jahr 2015 existierten nur noch Populationen in einem kleinen Gebiet von Kimberley, auf den Tiwi-Inseln, im Garig-Gunak-Barlu-Nationalpark, auf Centre Island, auf Groote Eylandt und stellenweise im südwestlichen Papua-Neuguinea. Die Bürstenschwanz-Kaninchenratte lebt im Flachland bis 60 Meter Höhe. Sie hält sich in Wäldern und Savannen auf, die je nach Region von Eukalypten, Eichen oder der Schachtelhalmblättrigen Kasuarine dominiert werden. Dieses Nagetier bevorzugt Regionen, in denen der Unterwuchs aus Gras nur mit mehreren Jahren Abstand brennt.

## Lebensweise
Die nachtaktive Bürstenschwanz-Kaninchenratte verbringt den Tag in unterirdischen Bauen, die oft im Anschluss an Schraubenbäume, in Baumhöhlen oder neben heruntergefallenen Ästen liegen. Die durchschnittliche Größe der Reviere liegt bei 0,8 Hektar und einzelne Männchen haben bis zu 4,9 Hektar große Territorien. Die Exemplare können in Bäumen klettern und schnell auf dem Boden rennen, wobei der Schwanz hin und her wedelt. Die Laute zur Missfallensbekundung ähneln denen der Schwarzfuß-Baumratte, der Weißschwanz-Riesenratte (Uromys caudimaculatus) oder des Kurzkopfgleitbeutlers. Zusätzlich sind schrille Pfeiftöne bekannt.
Zur Nahrung zählen vorwiegend Pflanzensamen, wie die der Grasgattung Alloteropsis, sowie Blätter, Stängel von Kräutern, Blüten, Früchte und Wirbellose. Dieses Nagetier fällt der Rautenpython und dem Zwergbeutelmarder zum Opfer.
In der Zeit von März bis Oktober können bei Weibchen mehrere Würfe vorkommen. Weibchen ohne säugende Nachkommen sind etwa 36 Tage trächtig und Weibchen mit Nachwuchs bis 12 Tage länger. Ein Wurf enthält meist 3 und allgemein 1 bis 4 Jungtiere. Diese öffnen ihre Augen nach 12 Tagen und sie werden mindestens drei Wochen gesäugt. In Gefangenschaft konnten Weibchen, Männchen und Jungtiere ohne Aggressivität zusammengehalten werden. Die Geschlechtsreife wird bei Weibchen nach 11 Wochen erreicht. In freier Wildbahn kann die Bürstenschwanz-Kaninchenratte zwei Jahre oder etwas länger leben.

## Gefährdung
Allgemein wirken sich Landschaftsveränderungen negativ aus. Mehrere Exemplare fallen streunenden Katzen und Hunden zum Opfer. Auf Neuguinea wird die Population von eingeführten Hirschen gestört. Zusätzlich nahm die Anzahl von Buschbränden zu. Laut Schätzungen nimmt der Gesamtbestand innerhalb eines 10-Jahres-Zeitraumes (drei Generationen) mit etwa 30 Prozent ab. Deshalb wird die Art von der IUCN als gefährdet (vulnerable) gelistet.